# (162082) 1998 HL1
(162082) 1998 HL1 est un astéroïde Apollon potentiellement dangereux. Il a été découvert  à Socorro (Nouveau-Mexique) le 18 avril 1998 dans le cadre du projet LINEAR.
(162082) 1998 HL1 est passé relativement près de la Terre le 25 octobre 2019, à une distance de 6,2 millions de kilomètres (0,041 5 unité astronomique). L'astéroïde a atteint alors une magnitude apparente de 13.